# Tunge
Tungen er en slimhindebeklædt muskel, som kun hvirveldyr har. Den er meget bevægelig og bruges ud over at smage med også til at dirigere maden rundt i munden med. 
Oversiden af tungen er dækket af bestemte strukturer, kaldet papiller. De findes i flere udgaver:
- De filiformede papiller.
- De foliate papiller.
- De cirkumvallate papiller.
- De fungiformede papiller.

De filiformede papiller har ingen betydning for menneskets smagssansning. De filiformede papiller skal sørge for, at fødepartikler ikke glider fremad, nærmest som en slags modhager. Men de sidste to slags papiller har betydning for smagssansen, da de indeholder smagsløgene. På den bagerste del af tungen sidder 6-15 tryklåsformede papiller - de kaldes de cirkumvallate papiller. De sidder omkring et V-formet område (sulcus linguae), og i disse papiller sidder smagsløgene langt nede i furerne. De ca. 150-400 fungiformede papiller, der sidder på den forreste del af tungen, er fyldt med smagsløg. Der kan være op til 250 smagsløg i hver papil. I de fungiformede papiller, der er ca. 1 mm × 1 mm store, sidder smagsløgene i overfladen (i modsætning til i de cirkumvallate). Små børn kan have smagsløg i ganen, i kinderne, på strubehovedet og i svælget, da deres papillers antal og størrelse ikke er reduceret endnu som følge af alder. Smagsløgene behøver altså ikke at sidde i papillerne på tungen.
Under tungen findes tungebåndet, frenulum, der er en mukøs membranfold der "forankrer" den forreste del af tungen til undersiden af munden. Undertiden ses tungebåndet forkortet fra fødsel (ankyloglossi), hvilket i visse tilfælde, afhængig af sværhedsgrad og individuelle variationer, kan medføre større eller mindre gener for barnet, da det kan indskrænke tungens bevægelighed og give især tale- og spisebesvær. Hvis et forkortet tungebånd giver gener kan man vælge at få det klippet. Selve proceduren varer få sekunder, og kan udføres af praktiserende læge, speciallæge eller særligt uddannet tandlæge. 